# Ширванская Водокачка
Ширванская Водокачка — посёлок в Апшеронском районе Краснодарского края России. Входит в состав Новополянского сельского поселения.

## География
Стоит у впадения речушки Нефтянка в реку Пшеха.
Улиц две — осевая улица Рабочая (участок региональной автодороги 03К-076) и параллельная ей улочка Тихая.
Климат, как и во всём районе, умеренно континентальный с повышенным увлажнением, среднегодовое количество осадков от 600 до 850 мм.

## Население
| 2002 | 2010 |
| ---- | ---- |
| 44   | ↗53  |

## Инфраструктура
Электроподстанция «Ширванская».
Есть магистральный водопровод, электричество.  Центрального отопления нет. 

## Достопримечательности
На пересечении улицы с трассой, вблизи Ширванского моста, стоит памятный мемориал — братская могила.

## Транспорт
Через посёлок проходит автодорога «Апшеронск-Черниговское». Несколько остановок общественного транспорта.